# 5 разбитых камер
«5 разбитых камер» (араб. خمس كاميرات محطمة‎, ивр. חמש מצלמות שבורות‎) — палестинско-израильский документальный фильм 2011 года. Лауреат международных кинофестивалей в Солт-Лейк-Сити, Иерусалиме, Пусане и Ереване, номинант на «Оскар» за лучший документальный полнометражный фильм.

## История создания и содержание
Фильм состоит из новелл, последовательно рассказывающих о судьбе пяти видеокамер палестинского крестьянина Эмада Бурната из деревни Бильин недалеко от Рамаллы. Свою первую камеру он приобрёл в 2005 году, чтобы заснять рождение своего младшего сына, и по мере того, как Джибриль Бурнат взрослеет в кадре (первыми словами ребёнка становятся «стена», «армия» и «гильза»), плёнка запечатлевает также строительство израильского разделительного барьера рядом с деревней, оливковые рощи, срываемые бульдозерами, акции протеста и гибель людей. Жертвами конфликта становятся и видеокамеры Бурната, разбитые камнями и пулями, причём, по его собственным словам, одна из камер спасла ему жизнь, остановив пулю, летящую в него.
Превратить собранные за пять лет видеоархивы в полнометражный фильм уговорил Бурната израильский кинорежиссёр и левый активист Гай Давиди, также участвовавший в акциях протеста жителей Бильина. Хотя сценарий и монтаж получившейся в итоге ленты — плод рук Давиди, Бурнат категорически возражает против того, чтобы фильм называли израильским.

## Сборы
За время демонстрации в США фильм собрал в прокате около 110 тысяч долларов. В Великобритании фильм собрал более 36 тысяч долларов.

## Реакция
Фильм, завоевавший ряд международных премий и номинированный на «Оскар», получил в основном положительные отзывы критиков в англоязычной прессе. Критик Hollywood Reporter Джон Дефор называет ленту «уникально сильной», а обозреватель Village Voice Марк Голкомб — поразительно личной и честной, хотя и отмечает, что авторы не стремятся к сбалансированному отражению реальности, вызывая сочувствие к палестинцам за счёт изображения израильских поселенцев в виде карикатурных громил. В журнале Time Out Кэт Кларк, называя фильм «невероятно трогательным», особо выделяет способность авторов разглядеть за чёрно-белым политическим противостоянием тяготы повседневной жизни простых людей, втянутых в конфликт. Американский режиссёр-документалист Майкл Мур, лауреат «Оскара» и «Золотой пальмовой ветви», назвал «5 разбитых камер» одним из лучших фильмов года, не уступающим лучшим художественным лентам. Муру пришлось поручиться за Бурната, который был задержан американским иммиграционным ведомством, когда прибыл с женой и сыном Джибрилем на церемонию вручения «Оскаров» в Лос-Анджелес.
Одним из немногих отрицательных отзывов стала рецензия критика Variety Лесли Фелперин: как и Голкомб, она подчёркивает, что сентиментальность фильма манипулятивна и шаблонна, а также задаётся вопросом, что именно было вырезано из 500 часов любительской видеозаписи, чтобы получилась полуторачасовая картина, и где Бурнат доставал с каждым разом всё более дорогие камеры. Сравнивая фильм Бурната с более ранним претендентом на «Оскар» — картиной «Бирманский видеорепортёр», она приходит к выводам не в пользу первого, отмечая намеренную прямолинейность, при которой палестинцы показаны героями, а их дело однозначно правым, и отказ от попыток понять политический контекст и роль, придаваемую в современную эпоху демонстрациям протеста как орудию пропаганды. Более положительным образом Фелперин отзывается о музыке фольклорного Le Trio Joubran, сопровождающей фильм, и о монтаже второго режиссёра Гая Давиди и Вероник Лагоард-Сего. Оценка Фелперин расходится с позицией других обозревателей — в частности, Джаны Монджи из Examiner.com, которая пишет о том, что фильм оставляет впечатление не грубой пропаганды, а чистосердечной исповеди молодого отца. Возражает против оценки фильма как агитки и корреспондент «Московских новостей» Наталия Бабинцева, упоминая о показанных в нём эпизодах гибели израильской девочки и операции, которую израильские врачи делают раненому режиссёру. По словам Бабинцевой, оказываясь в центре исторических событий, невозможно оставаться объективным: «Ты не можешь быть где-то посредине, потому что там колючая стена».
В Израиле фильм был встречен по-разному политиками и деятелями искусства. Если в правых политических кругах (как радикальных, так и умеренных) «5 разбитых камер» однозначно оценили как пропагандистскую антиизраильскую ленту, то на Иерусалимском кинофестивале 2012 года она получила премию фонда ван Лир за лучший израильский документальный фильм, а позже прошла по каналам израильского телевидения. Ариана Меламед с информационного портала Ynet, представляющего медиа-концерн «Едиот Ахронот», назвала просмотр фильма гражданским долгом каждого израильтянина. Высокие оценки лента получает и от обозревателей других ведущих израильских СМИ — «Гаарец» и «Глобс»; в то же время обозреватель «Маарив» Йонатан Гат называет фильм шаблонным и не несущим новых идей, несмотря на мощный эмоциональный посыл.

## Награды и номинации
- Фестиваль «Сандэнс», 2012 — премия за лучшую режиссуру документального фильма; номинация на премию за лучший документальный фильм
- Международный кинофестиваль в Пусане, 2012 — премия Busan Cinephile
- Иерусалимский международный кинофестиваль, 2012 — премия фонда ван Лир за лучший израильский документальный фильм
- «Золотой абрикос», 2012 — гран-при за лучший документальный фильм
- Международная премия Эмми[англ.], 2013 — премия за лучший документальный фильм[14]
- «Оскар», 2013 — номинация на «Оскар» за лучший документальный полнометражный фильм
- Азиатско-Тихоокеанская кинопремия, 2012 — номинация на премию за лучший документальный полнометражный фильм
- «Офир», 2012 — номинация на премию за лучший документальный фильм